# Simalio castaneiceps
Simalio castaneiceps är en spindelart som beskrevs av Simon 1906. Simalio castaneiceps ingår i släktet Simalio och familjen säckspindlar. Inga underarter finns listade i Catalogue of Life.